# Amada más que nunca
Amada más que nunca es el título del séptimo álbum de estudio grabado por la cantautora y actriz mexicana Daniela Romo. Fue lanzado al mercado por la empresa discográfica Capitol/EMI Latin el 30 de abril de 1991 y fue el segundo realizado bajo la producción de Bebu Silvetti y K. C. Porter.
Con este disco inaugura exitosamente la década de los 90's, logrando ubicar grandes temas en las listas de popularidad tales como Amada más que nunca, Nadie entiende, Duele, Tampoco fuiste tú, Todo, todo, todo, con este último debuta como intérprete de temas de corte tropical. Es el álbum más exitoso de Daniela Romo hasta la fecha y fue el segundo álbum de la cantante en ocupar la posición número 1 de popularidad.

## Lista de canciones
| Amada más que nunca |                             |                                       |          |  |
| N.º                 | Título                      | Escritor(es)                          | Duración |  |
| 1.                  | «Amada más que nunca»       | Daniela Romo · Bebu Silvetti          | 3:45     |  |
| 2.                  | «Ruleta rusa»               | Lolita de la Colina                   | 3:51     |  |
| 3.                  | «Nadie entiende»            | Carlos "Rocky" Nielsen · Adrián Possé | 3:16     |  |
| 4.                  | «Te comparo»                | Daniela Romo · Bebu Silvetti          | 4:07     |  |
| 5.                  | «Añicos»                    | Luis Ángel Márquez                    | 3:53     |  |
| 6.                  | «Un pretexto»               | Amparo Rubín                          | 5:56     |  |
| 7.                  | «Todo, todo, todo»          | Jorge Salinas Cisneros Jorsaci        | 4:31     |  |
| 8.                  | «Duele»                     | Las Diego                             | 4:26     |  |
| 9.                  | «En todo momento solo tuya» | Daniela Romo · Bebu Silvetti          | 3:45     |  |
| 10.                 | «Te olvidaré»               | Mario Schajris · Daniel García        | 3:32     |  |
| 11.                 | «Una herida en el alma»     | Mario Schajris · Daniel García        | 3:16     |  |
| 12.                 | «Tampoco fuiste tú»         | María Teresa Rivas                    | 3:25     |  |
| 13.                 | «Dícelo» (Solo en CD)       | Robert Garni · Cuco Peña              | 4:04     |  |

© MCMXCI. EMI Capitol de México. S.A. de C.V.

## Créditos y personal
- Bebu Silvetti - Arreglos, dirección y producción.
- K. C. Porter {Karl Cameron Porter} - canciones 2, 5 & 10.

- Datos: Q4739010